# معركة البران
وقعت معركة البران في 1 أكتوبر 1540 قبالة جزيرة البران أثناء الصراع بين العثمانيين وهابسبورغ من أجل السيطرة على البحر الأبيض المتوسط. دمر الأسطول إسباني بقيادة بيرناردينو دي مندوزا أسطولًا عثمانيًا بقيادة علي حامت.